# Christophe Schmidt
Christophe Schmidt (ur. 15 czerwca 1983 w Schliersee) – niemiecki snowboardzista. Zajął 8. miejsce w halfpipe’ie na igrzyskach olimpijskich w Turynie. Jego najlepszym wynikiem na mistrzostwach świata w snowboardzie było 5. miejsce w halfpipe’ie na mistrzostwach w Whidtler. Najlepsze wyniki w Pucharze Świata w snowboardzie osiągnął w sezonie 2009/2010, kiedy to zajął 30. miejsce w klasyfikacji generalnej, a w klasyfikacji halfpipe’a był trzeci.

## Sukcesy

### Igrzyska olimpijskie
| Miejsce | Dzień     | Rok  | Miejscowość | Konkurencja | Zwycięzca   |
| ------- | --------- | ---- | ----------- | ----------- | ----------- |
| 8.      | 12 lutego | 2006 | Turyn       | Halfpipe    | Shaun White |
| 20.     | 17 lutego | 2010 | Vancouver   | Halfpipe    | Shaun White |

### Mistrzostwa Świata
| Miejsce | Dzień       | Rok  | Miejscowość | Konkurencja | Zwycięzca      |
| ------- | ----------- | ---- | ----------- | ----------- | -------------- |
| 16.     | 17 stycznia | 2003 | Kreischberg | Halfpipe    | Markus Keller  |
| 22.     | 18 stycznia | 2003 | Kreischberg | Big Air     | Risto Mattila  |
| 5.      | 22 stycznia | 2005 | Whistler    | Halfpipe    | Antti Autti    |
| 45.     | 20 stycznia | 2007 | Arosa       | Halfpipe    | Mathieu Crepel |

### Puchar Świata

#### Miejsca w klasyfikacji generalnej
- 1999/2000 – 106.
- 2000/2001 – –
- 2001/2002 – –
- 2002/2003 – –
- 2003/2004 – –
- 2004/2005 – –
- 2005/2006 – 106.
- 2008/2009 – 165.
- 2009/2010 – 30.

#### Miejsca na podium
1. La Molina – 20 marca 2010 (Halfpipe) – 2. miejsce